# Ephedra gerardiana
Espèce
Classification phylogénétique
Ephedra gerardiana est une espèce de plantes du genre Ephedra.
Elle comprend deux sous-espèces :
- Ephedra gerardiana var. gerardiana
- Ephedra gerardiana var. sikkimensis